# 2957 Тацуо
2957 Та́цуо (2957 Tatsuo) — астероїд головного поясу, відкритий 5 лютого 1934 року.
Тіссеранів параметр щодо Юпітера — 3,222.
Названо на честь Тацуо (яп. たつお(達雄) тацуо).